# ألكسندر كوتوف
ألكسندر كوتوف (12 أوت 1913، تولا (روسيا) - 8 جانفي 1981 موسكو) أستاذ كبير وكاتب شطرنج روسي، ورديف الفائز ببطولة الاتحاد الوفيتي للشطرنج 1939، شارك في مسابقتي ترشح للمنافسة على لقب العالم، ولعب في فريق الاتحاد السوفيتي في أولمبياد 1952 و1954، كما شغل مناصف هامة في الاتحادية السوفياتية للشطرنج.

## نمط لعبه
تميز كوتوف بنمط خاص فكان لا يخاف التعقيدات على الرقعة ومستعد لدخولها ضد أقوى الخصوم كذلك، وكان يفضل الوضعيات المغلقة بالأبيض ولاعبا قويا جدا في الدفاع الصقلي بالقطع السوداء.

## متلازمة كوتوف
في كتابه «فكر مثل أستاذ كبير» وصف حالة يفكر في اللاعب كثيرا ولمدة طويلة بسبب وضعية معقدة، لكن لا يجد حلا واضحا ويداهمه الوقت ما يجعله يقوم بنقلات سريعة ضعيفة أو حتى خطـأ فادح.

## روابط خارجية
- ألكسندر كوتوف على موقع مباريات الشطرنج (الإنجليزية)
- ألكسندر كوتوف على موقع 365Chess.com (الإنجليزية)
- ألكسندر كوتوف على موقع Chesstempo.com (الإنجليزية)
- ألكسندر كوتوف سجل أولمبياد الشطرنج على موقع OlimpBase.org (الإنجليزية)